# 蔡新
蔡新（1707年—1799年），字次明，号葛山、又号耐庵。福建漳浦人，清朝政治人物。曾任吏部、工部、刑部、禮部、兵部等五部尚書。

## 生平
乾隆元年（1736年）丙辰科二甲一名进士（传胪），选庶吉士，散馆授编修，升侍讲。乾隆十一年（1746年）出督河南學政。累迁刑部、工部侍郎。乾隆二十年（1755年）任上书房总师傅。乾隆三十三年（1767年），擢工部尚书，同年轉刑部尚書；三十四年轉兵部尚書，三十八年再轉禮部尚書。乾隆四十五年（1780年），以吏部尚书协办大学士。乾隆四十八年（1783年），官拜文华殿大学士，仍兼吏部尚书衔。乾隆五十年（1785年）加太子太師。嘉庆四年（1799年）卒，享年九十三，谥文端。

## 著作
工诗文书法。著有《事心录》、《缉斋诗文集》。

## 延伸阅读
[在维基数据编辑]
 《清史稿·卷320》，出自趙爾巽《清史稿》